# Hórreo Casa Elizondo (Villanueva de Aézcoa)

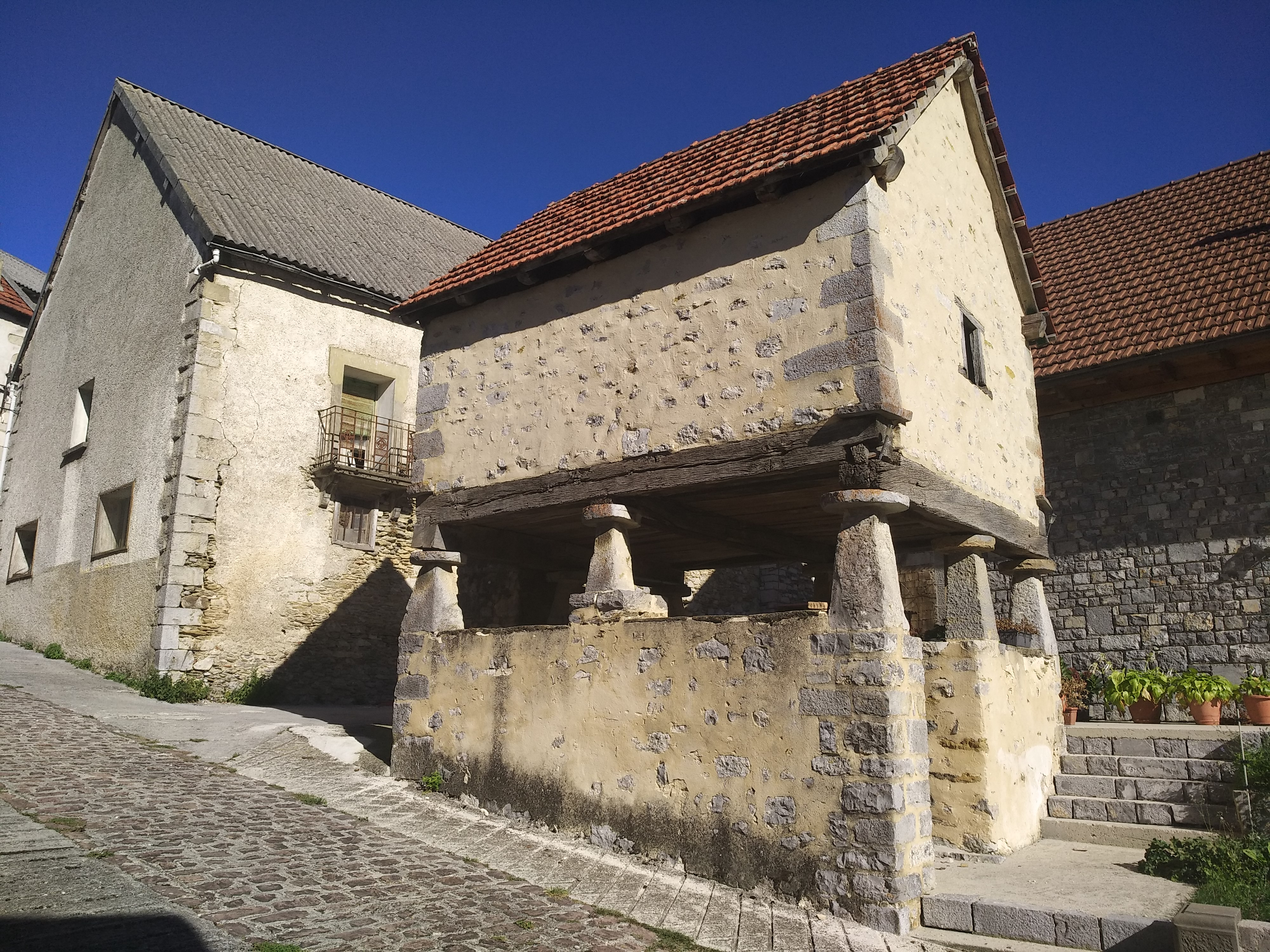
Hórreo Casa Elizondo in Villanueva de Aézcoa

Der Hórreo Casa Elizondo in Villanueva de Aézcoa, einer spanischen Gemeinde in der Autonomen Gemeinschaft Navarra, wurde im 19. Jahrhundert errichtet. Der Hórreo in der Calle San Salvador ist seit 1993 ein geschütztes Kulturdenkmal (Bien de Interés Cultural). 
Da er an einer abfallenden Straße liegt, wurde er auf Mauern gesetzt, auf denen Pfeiler den Hórreo tragen. Der Hórreo aus Bruchsteinmauerwerk besitzt eine Eckquaderung und wird von einem Satteldach gedeckt.